# ۱۸۳۴

## رویدادها
کشف ان‌جی‌سی ۲۰۸۰

## زادروزها
- ۱۱ جولای - جیمز مک نیل ویستلر، نقاش آمریکایی و خالق اثر جاودانه مادر ویستلر
- عبدالرحیم طالبوف : نویسنده و از روشنفکران پیش از انقلاب مشروطه ایران.
- ۷ ژانویه – یوهان فیلیپ رایس، فیزیک‌دان آلمانی (د. ۱۸۷۴)
- ۸ فوریه – دمیتری مندلیف، شیمی‌دان و مخترع روسی (د. ۱۹۰۷)
- ۱۹ ژوئیه – ادگار دگا، شاعر، نقاش، و مجسمه‌ساز فرانسوی (د. ۱۹۱۷)
- ۴ اوت – جان ون، ریاضی‌دان بریتانیایی (د. ۱۹۲۳)
- ۳۱ اوت – آمیلکاره پونکیلی، آهنگساز ایتالیایی (د. ۱۸۸۶)
- ۱۹ نوامبر – جرج هرمان کوینکه، فیزیک‌دان و شیمی‌دان آلمانی (د. ۱۹۲۴)
- ۱۶ دسامبر – لئون والراس، اقتصاددان فرانسوی (د. ۱۹۱۰)

## مرگ‌ها
- فتحعلی‌شاه قاجار : دومین پادشاه سلسله قاجاریه در ایران.
- ۱۷ ژانویه – جیووانی آلدینی، فیزیک‌دان ایتالیایی (ز. ۱۷۶۲)
- ۱۲ فوریه – اشلایرماخر، مترجم، الهی‌دان، و فیلسوف آلمانی (ز. ۱۷۶۸)
- ۲۰ مه – ژیلبر دو موتیه دو لا فایت، افسر و سیاست‌مدار فرانسوی (ز. ۱۷۵۷)
- ۲۵ ژوئیه – ساموئل تیلور کالریج، الهی‌دان، نویسنده، شاعر، و فیلسوف بریتانیایی (ز. ۱۷۷۲)
- ۲۳ دسامبر – رابرت مالتوس، اقتصاددان بریتانیایی (ز. ۱۷۶۶)